# 1906

## Събития
- 31 януари – Земетресение в Есмералдас, Еквадор
- 18 април – Земетресението в Сан Франциско – едно от най-разрушителните природни бедствия в историята на САЩ.
- 3 ноември – „SOS“ (· · · – – – · · ·) е приет за международен морзов сигнал за бедствие.
- 4 ноември (22 октомври стар стил) – Съставено е двадесет и седмото правителство на България, начело с Димитър Петков.
- 14 декември – Първата немска подводница „U-1“ влиза на въоръжение в Императорските военноморски сили на Германия.
- 24 декември – Реджиналд Фесенден прави първото радио излъчване на глас и музика в ефир.
- 26 декември – „Историята на бандата на Кели“ (The Story of the Kelly Gang) – първия игрален филм в историята на киното е пуснат в Австралия.
- Открит е Музея за изящни изкуства в Будапеща.

## Родени
- Хайнрих Макс, български шахматист
- Хулио Алехандро, испански писател († 1995 г.)
- 11 януари – Алберт Хофман, швейцарски учен († 2008 г.)
- 15 януари – Аристотел Онасис, гръцки корабен магнат († 1975 г.)
- 22 януари
  - Робърт Хауърд, американски писател († 1936 г.)
  - Густав Себеш, унгарски футболист и треньор († 1986 г.)
- 7 февруари – Олег Антонов, съветски авиоконструктор († 1984 г.)
- 19 февруари
  - Борис Попов, български политик († 1994 г.)
  - Георгий Тушкан, руски писател 1965
- 3 март
  - Артур Лундквист, шведски писател († 1991 г.)
  - Димитър Станишев, български учен († 1995 г.)
- 13 април
  - Самюъл Бекет, ирландски драматург, поет и романист, лауреат на Нобелова награда за литература през 1969 г. († 1989 г.)
  - Антон Панов, македонски писател († 1967 г.)
- 5 май – Банчо Банчевски, български оперетен певец († 1988 г.)
- 6 май – Андре Вейл, френски математик († 1998 г.)
- 19 май – Адолф Айхман, нацистки офицер († 1962 г.)
- 20 май – Васила Вълчева, добруджанска народна певица († 1981 г.)
- 28 май – Волф Албах-Рети, австрийски актьор († 1967 г.)
- 3 юни – Джозефин Бейкър, американска танцьорка († 1975 г.)
- 24 юни – Пиер Фурние, френски виолончелист († 1986 г.)
- 26 юни – Щефан Андрес, немски писател († 1970 г.)
- 27 юни – Данаил Василев, български диригент и композитор († 1993 г.)
- 2 юли – Ханс Бейте, американски физик, лауреат на Нобелова награда за физика през 1967 г. († 2005 г.)
- 8 юли – Филип Джонсън, американски архитект († 2005 г.)
- 17 юли – Петър Панайотов, деец на БКП († 1991 г.)
- 31 юли – Веселин Стайков, български художник († 1970 г.)
- 2 август – Бончо Несторов, български писател и журналист († 1987 г.)
- 5 август – Джон Хюстън, американски режисьор († 1987 г.)
- 19 август – Борис Данков, български художник († 1997 г.)
- 9 септември – Милко Мирчев, български археолог († 1973 г.)
- 25 септември – Дмитрий Шостакович, руски композитор († 1975 г.)
- 1 октомври – Асен Панчев, български футболист († 1989 г.)
- 2 октомври – Гоце Тенчов, български лекар († 1960 г.)
- 6 октомври – Джанет Гейнър, американска актриса († 1984 г.)
- 9 октомври – Леопол Седар Сенгор, френски поет († 2001 г.)
- 14 октомври – Хана Аренд, немски философ († 1975 г.)
- 18 октомври – Васил Ивановски, комунистически македонистки деец († 1991 г.)
- 29 октомври – Фредрик Браун, американски писател († 1972 г.)
- 2 ноември
  - Емил Коралов, български писател († 1986 г.)
  - Лукино Висконти, италиански режисьор († 1976 г.)
- 5 ноември – Фред Уипъл, американски астроном († 2004 г.)
- 14 ноември – Григорий Оводовски, съветски военен († 1974 г.)
- 18 ноември – Клаус Ман, немски писател († 1949 г.)
- 23 ноември – Крум Христов, български дипломат († 1988 г.)
- 25 ноември – Дмитрий Лихачов, руски филолог и културолог († 1999 г.)
- 7 декември – Доситей, глава на МПЦ († 1981 г.)
- 13 декември – Лауренс ван дер Пост, южноафрикански-британски писател († 1996 г.)
- 20 декември – Константин Ефремов, български футболист († 1977 г.)
- 24 декември – Джеймс Хадли Чейс, английски писател († 1985 г.)
- 30 декември – Сър Карол Рийд, английски филмов режисьор († 1976 г.)

## Починали
- ? – Величка Хашнова,
- Димко Хаджииванов, български общественик
- 13 януари – Александър Попов, руски учен
- 18 януари – Петър Юруков, български революционер
- 29 януари – Кристиан IX, крал на Дания
- 13 март – Марин Дринов, български историк и възрожденец (р. 1838 г.)
- 15 април – Анастас Янков, български военен и революционер (р. 1857 г.)
- 21 април – Боби Стойчев, български революционер
- 7 май
  - Андонис Влахакис, гръцки андартски капитан
  - Леонидас Петропулакис, гръцки андартски капитан
- 23 май – Хенрик Ибсен, норвежки драматург
- 25 май – Манол Иванов, български филолог
- 25 юни – Георги Ацев, български революционер
- 11 юли – Хайнрих Гелцер, немски историк
- 24 август – Константинос Гарефис,
- 25 август – Лука Иванов, български офицер и революционер
- 1 септември – Джузепе Джакоза, италиански писател, драматург и либретист (р. 1847 г.)
- 14 септември – Армен Купциос, гръцки революционер
- 18 септември – Натанаил Охридски, български духовник (р. 1820 г.)
- 14 октомври – Ованес Съваджъян, български общественик, спасил Пазарджик от опожаряване (р. 1844 г.)
- 22 октомври – Пол Сезан, френски художник (р. 1839 г.)
- 25 октомври – Тодор Бурмов, български политик (р. 1834 г.)
- 19 ноември
  - Димитър Далипов, гръцки андартски капитан
  - Павел Киров, гръцки андартски капитан
- 22 ноември – Продан Тишков – Чардафон, български революционер
- 17 декември – Ели Дюкомен, швейцарски политик
- 23 декември – Даме Груев, български революционер (р. 1871 г.)

## Нобелови награди
- Физика – Джоузеф Джон Томсън
- Химия – Анри Моасан
- Физиология или медицина – Камило Голджи, Сантяго Рамон и Кахал
- Литература – Джозуе Кардучи
- Мир – Теодор Рузвелт

Вижте също:
- календара за тази година